# Bonvillet
Bonvillet é uma comuna francesa na região administrativa do Grande Leste, no departamento de Vosges. Estende-se por uma área de 10.09 km². Em 2010 a comuna tinha 298 habitantes (densidade: 29,5 hab./km²).